# Liste des œuvres publiques du 14e arrondissement de Paris

Cet article tente de recenser les principales œuvres d'art public du 14e arrondissement de Paris, en France.

## Liste

### Sculptures

#### Parc Montsouris
Les œuvres suivantes sont situées dans le parc Montsouris :
- L'Accident de la mine, Henri Bouchard (1900) ;
- Colonne de la Paix Armée, Jules Coutan (1887) ;
- Groupe de baigneuses, Morice Lipsi (1952) ;
- José de San Martín, Van Peborgh (1960) ;
- La Mort du Lion, Edmond Desca (1929) ;
- Les Naufragés, Antoine Étex (1859) ;
- Grèce, Costa Valsenis (1955) ;
- Un drame au désert, Georges Gardet (1891) ;
- Un premier frisson, René Baucour (1921) ;
- Thomas Paine, Gutzon Borglum (1934) ;

#### Cimetière du Montparnasse
Les œuvres suivantes sont situées dans le cimetière du Montparnasse :
- Le Baiser, Constantin Brâncuşi (1910) ;
- Le Génie du sommeil éternel, Horace Daillion (1889) ;
- Oiseau pour Jean-Jacques, Niki de Saint Phalle ;
- Tombe de Ricardo Menon, Niki de Saint Phalle ;
- Cénotaphe de Baudelaire, José de Charmoy (1902) ;
- Tombeau de Zacharie Astruc, Raymond Sudre ;

#### Centre hospitalier Sainte-Anne
Les œuvres suivantes sont situées dans les jardins de l'hôpital Sainte-Anne en accès libre :
- Le Gladiateur à cheval, Isidore Bonheur (1902), installé en 1942 ;
- Chèvre et enfants, Tigre et enfant, Lion couché, anonymes, proviennent de l'Exposition universelle de 1900 ;
- Le Guet, Victorien Tournier (1902), installé en 1947 ;
- Otarie, Émile Perrault-Harry (1933), installé en 1947 ;
- Daphnée changée en Laurier, anonyme (1898), offerte par l'auteur en 1901 ;

#### Autres lieux
- Baigneuse, Armand Martial (1958, square du Serment-de-Koufra)[2] ;
- Bas-reliefs, Raymond Delamarre (rue Pierre-Castagnou) ;
- Chaim Soutine, Arbit Blatas (1988, square Gaston-Baty)[3] ;
- Discobole, Georges Saupique (1961, stade Jules-Noël) ;
- L'Esprit de la Force, Magda Frank (1972, 139 rue de l'Ouest)[4]
- Monument à Ludovic Trarieux, Jean Boucher (1907, square Nicolas-Ledoux) ;
- Monument au Maréchal Leclerc, Martin-Subes (1969, porte d'Orléans)[5] ;
- Monument à Théophile Roussel, Jean-Baptiste Champeil (1906, avenue Denfert-Rochereau) ;
- La Naissance des formes, Ossip Zadkine (allée Georges-Besse) ;
- Pont, Peter Kogler (2007, pont de Vanves, installation lumineuse)[6].
- Lion de Belfort (place Denfert-Rochereau)

- Square Ferdinand-Brunot :
  - Buste de la République, Jean Baffier (1886) ;
  - Femme assise, Jean Joachim (1960) ;
  - Monument à Michel Servet, Jean Baffier (1900) ;
  - Monument aux mères du 14e arrondissement, Henri Valette.

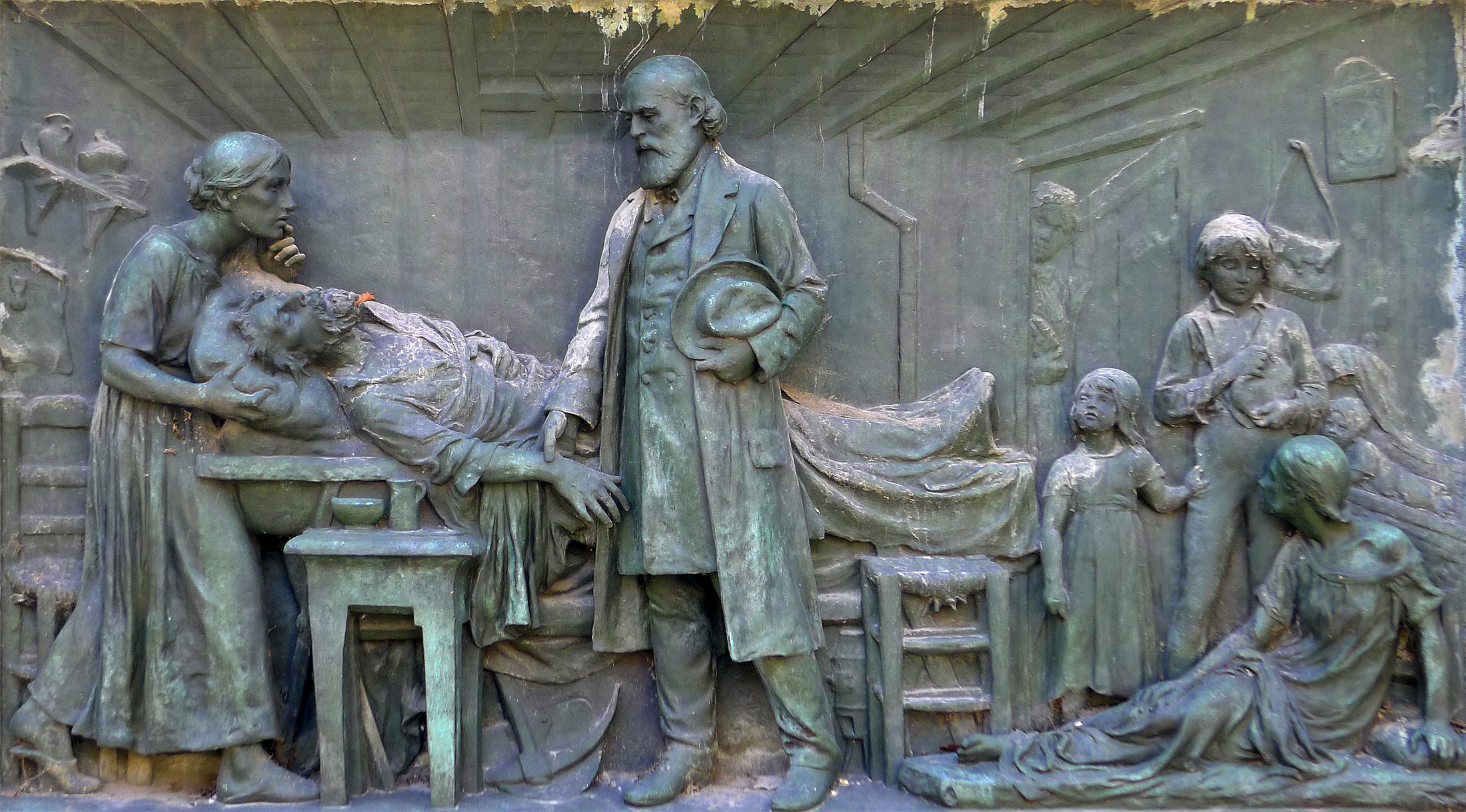
Raspail visitant un malade.

- Square Jacques-Antoine, Léopold Morice (1896)[7] :
  - Raspail proclame la République à l'Hôtel de Ville ;
  - Raspail visitant un malade dans une mansarde ;

- Statue de Le Verrier, Henri Chapu (1889, observatoire de Paris) ;

### Œuvres diverses
- Hommage à Arago, Jan Dibbets (1994, installation de médaillons sur l'axe du méridien de Paris)
- Incubate Lactate Perambulate, Angela Bulloch (2006, institut de puériculture et de périnatologie, boulevard Brune, installation lumineuse)[6] ;
- Murmures, Christian Boltanski (2006, parc Montsouris, œuvre sonore)[6] ;
- Tchaïkovski, Claude Lévêque (2006, au croisement du boulevard Jourdan et de l'avenue David-Weill, installation)[6] ;
- Allégories de la Paix et de l'Architecture, Eduardo Leal de la Gala (2004, façade de l'École normale d'architecture, boulevard Raspail)